# Ничего личного (фильм, 1993)
«Ничего личного» (англ. It's Nothing Personal) — приключенческий телефильм 1993 года совместного производства США и Канады режиссёра Брэдфорда Мэя. Главные роли в этом фильме исполнили Брюс Дерн, Аманда Донохью, Яфет Котто, Ксандер Беркли и Вероника Картрайт. Премьера фильма состоялась 1 февраля 1993 года в США.

## Сюжет
Катерина Витлофф — симпатичная девушка, которая работает полицейским. По каким-то неясным причинам убит её брат. Катерина вместе с другими полицейскими расследует это дело, но безуспешно. В итоге дело закрыто, и убийца не найден. Катерина же несмотря ни на что хочет найти убийцу своего брата и отомстить ему.
В результате девушка становится одержимой этой идеей, это проявляется и в её работе — она ненавидит всех преступников и становится излишне жестокой. К тому же у неё начинаются галлюцинации — она повсюду видит привидения. Катерина обращается к психиатру, но и он не может ей помочь. В итоге девушка уходит с работы.
Без сыскной работы девушка не может жить, и судьба сводит её с одиноким волком Билли Арчером, который уже долго занимается сыском в одиночку. Он охотится за наградами — ловит тех преступников, которые сбежали из-под залога. Катерина присоединяется к нему, и они продолжают работу вместе, а также пытаются найти того человека, который убил брата Катерины.

## В ролях
- Аманда Донохью — Катерина Витлофф
- Брюс Дерн — Билли Арчер
- Яфет Котто — лейтенант Рилей
- Ксандер Беркли — Джеймс Блэйкмур
- Вероника Картрайт — Барбара
- Клэр Блум — Эвелин Витлофф
- Дженни Море — Дельта

## Другие названия
- «Bounty Hunter — Eine Frau will Rache» — «Легавые — эта женщина хочет отомстить»
- «La Vengeance au coeur» — «Месть в сердце»